# Pseudarchaster alascensis
Pseudarchaster alascensis är en sjöstjärneart som beskrevs av Fisher 1905. Pseudarchaster alascensis ingår i släktet Pseudarchaster och familjen Pseudarchasteridae. Inga underarter finns listade i Catalogue of Life.